# Rio Carreiro
Pour les articles homonymes, voir Carreiro.
Le rio Carreiro est un cours d'eau brésilien de l'État du Rio Grande do Sul.
Ses sources se situent à la limite des municipalités de Ibiraiaras et Lagoa Vermelha. C'est un affluent de la rive droite du rio das Antas, qui formera le rio Taquari. Sa confluence se fait entre les communes de Cotiporã et São Valentim do Sul, au lieu-dit Santa Bárbara, dans cette dernière.